# بشارت به یک شهروند هزاره سوم
بشارت به یک شهروند هزاره سوم فیلمی به کارگردانی و نویسندگی محمدهادی کریمی محصول سال ۱۳۹۱ است.

## خلاصه داستان
داستان فیلم دربارهٔ ایمان و اعتقادات معنوی است …

## بازیگران
- هنگامه قاضیانی در نقش کارشناس حوزه علمیه
- نیکی کریمی در نقش مدیر مدرسه
- بیتا فرهی
- مهدی احمدی
- حمید فرخ‌نژاد در نقش پلیس
- امیرحسین آرمان در نقش برادر مقتول
- خاطره اسدی
- ساعد سهیلی در نقش برادر مقتول
- فرخ نعمتی
- شهرزاد کمال‌زاده
- امید عشیری